# Sąsiady
Sąsiady – polski film obyczajowy z 2014 roku. Reżyserem i autorem scenariusza filmu jest Grzegorz Królikiewicz. Film jest adaptacją opowiadań Adriana Markowskiego Sąsiady.

## Obsada
- Marek Dyjak – Ważniak
- Kamila Wojciechowicz – Żona Ważniaka; „Mebel”, „Kobieta o dwóch sercach”
- Sławomir Sulej – Sąsiad; „Wesołych Świąt”
- Krystyna Tkacz – Żona Sąsiada; „Wesołych Świąt”, „Kobieta o dwóch sercach”
- Ewa Błaszczyk – Sąsiadka; „Wesołych Świąt”, „Kobieta o dwóch sercach”
- Katarzyna Herman – Żona; „Okno”
- Jacek Poniedziałek – Mąż; „Okno”
- Sandra Korzeniak – Sąsiadka ze snami; „Sennik sąsiedzki”
- Agnieszka Podsiadlik – Sąsiadka od snów; „Sennik sąsiedzki”
- Anna Mucha – Niewierząca Sąsiadka; „Wizyta po kolędzie”
- Andrzej Lipiński – Noblista; „Autorytet moralny”, „Kobieta o dwóch sercach”
- Ewa Dałkowska – Pielęgniarka; „Autorytet moralny”, „Kobieta o dwóch sercach”
- Mariusz Pudzianowski – Wikary; „Wizyta po kolędzie”

## Nagrody
2016
- Nagroda PSC (Stowarzyszenia Autorów Zdjęć Filmowych)-Nominacja dla Krzysztofa Ptaka
- Nagroda im. Krzysztofa Krauzego (przyznana przez Gildia Reżyserów Polskich) dla Grzegorza Królikiewicza